# Napotnica
Napótnica je dokument, s katerim se bolnik v Sloveniji pošlje na pregled ali zdravljenje. Z napotnico osebni ali napotni zdravnik prenaša pooblastila za ugotavljanje ali zdravljenje bolezni na druge napotne zdravnike na isti ali višji ravni zdravstvene dejavnosti. Ker je vezana na zdravstveno zavarovanje, omogoča zavarovancem brezplačno zdravstveno varstvo. Nujno medicinsko pomoč lahko opravi zdravnik specialist tudi brez napotnice.
Veljavnost napotnice je časovno omejena na dobo treh mesecev. Za kronične bolezni, pri katerih je že vnaprej znano, da zdravljenje ne bo končano v tem času, lahko traja največ eno leto. Trajanje pooblastila označi zdravnik na napotnici in velja od dneva, ko specialist sprejme zavarovano osebo. Po izteku te dobe osebni ali napotni zdravnik, če je potrebno, izstavi novo napotnico. Za isto obolenje lahko  zdravnik prenese za isti čas pooblastila le na enega zdravnika iste specialnosti oziroma dejavnosti.
Zavarovana oseba si na podlagi napotnice prosto izbere zdravstveni zavod, v njem zaposlene specialiste ali zdravnike specialiste, ki izvajajo storitve, zaradi katerih je napotena in ki spadajo med izvajalce, s katerimi ima ZZZS pogodbo. Pri tem si je zavarovana oseba praviloma dolžna izbrati specialista v najbližjem zdravstvenem zavodu ali specialista, ki je najbližji njenemu bivališču, če pa si izbere specialista, ki ni najbližji njenemu bivališču, Zavod za zdravstveno zavarovanje Slovenije povrne potne stroške le do najbližjega izvajalca.
Napotnica za specialistični pregled ni potrebna:
- v primeru nujne medicinske pomoči,
- za izbranega osebnega zdravnika (splošnega zdravnika, pediatra, ginekologa, zobozdravnika),
- za sprejem doječe matere v bolnišnico (kadar je to potrebno zaradi otroka),
- za pregled pri okulistu zaradi ugotavljanja vida oziroma predpisovanja pripomočkov za vid,
- za pregled in zdravljenje pri psihiatru,
- pri pregledih zaradi odkrivanja kontaktov pri tuberkulozi in spolno prenosljivih boleznih ter
- za kontrolne preglede po končanem zdravljenju, ki so predpisani z zakonom.

## Elektronska napotnica
Od 10. aprila 2017 je običajni papirnati »zeleni« napotnici popolnoma izenačena elektronska napotnica. Le-ta je postala najpogosteje izdana napotnica v zdravstvu. Prednost elektronske napotnice je, da je k izbranemu specialistu ni treba pošiljati oziroma se naročiti z osebnim obiskom, marveč poteka naročanje na spletu. Od uveljavitve elektronske napotnice se papirnate »zelene« napotnice izdajajo redko, po navadi zato, ker je prišlo do začasnega nedelovanja računalniškega sistema.

## Bela napotnica
S 1. 1. 2015 je stopila v veljavo tudi tako imenovana bela napotnica. Bolniku, ki ima (»zeleno«) napotnico osebnega zdravnika za specialistični pregled in si izbere zasebnega izvajalca (samoplačniško ambulanto), se ni treba več vračati k osebnemu zdravniku po novo napotnico za napotitve k drugim specialistom ali na diagnostične preiskave. Vendar pa mora osebni zdravnik na prvotni napotnici specialista pooblastiti, da lahko napoti bolnika na nadaljnje specialistične preglede oziroma preiskave ali na zdravljenje. Pacient ima tako z belo napotnico enake pravice pri javnem izvajalcu in tudi pri vpisu v čakalno vrsto velja enak režim, ne glede na to, s kakšno napotnico se bolnik na pregled. Omejitev, ki velja pri obeh vrstah napotnice, je, da specialist ne more napisati napotnice samemu sebi.